# Riikojärvi
Riikojärvi är en sjö i kommunen Nyslott i landskapet Södra Savolax i Finland. Arean är 34 hektar och strandlinjen är 4,05 kilometer lång. Sjön  ingår i Vuoksens huvudavrinningsområde.   Den ligger omkring 110 kilometer öster om S:t Michel och omkring 310 kilometer nordöst om Helsingfors. 
Riikojärvi ligger söder om Ylä-Luotojärvi och Pyykinlampi. 